# فوکر اف.۲۰
فوکر اف.۲۰ (به انگلیسی: Fokker F.XX) یک هواگرد ساختِ کارخانهٔ فوکر در کشور هلند است. نخستین استفاده‌کنندهٔ این هواگرد کاال‌ام بوده‌است. این هواگرد برای نخستین بار در ۱۹۳۳ میلادی مورد استفاده قرار گرفت.